# Carrington (cràter)
Carrington és un cràter d'impacte de la Lluna que es troba just a nord-est del cràter Schumacher, en la part nord-est de la Lluna. Es troba en una franja de terreny aspre situada entre dos petits mars lunars, amb el Lacus Temporis al nord-oest i el Lacus Spei, més petit, cap a l'est. A nord-est de Carrington apareix el cràter Mercurius.

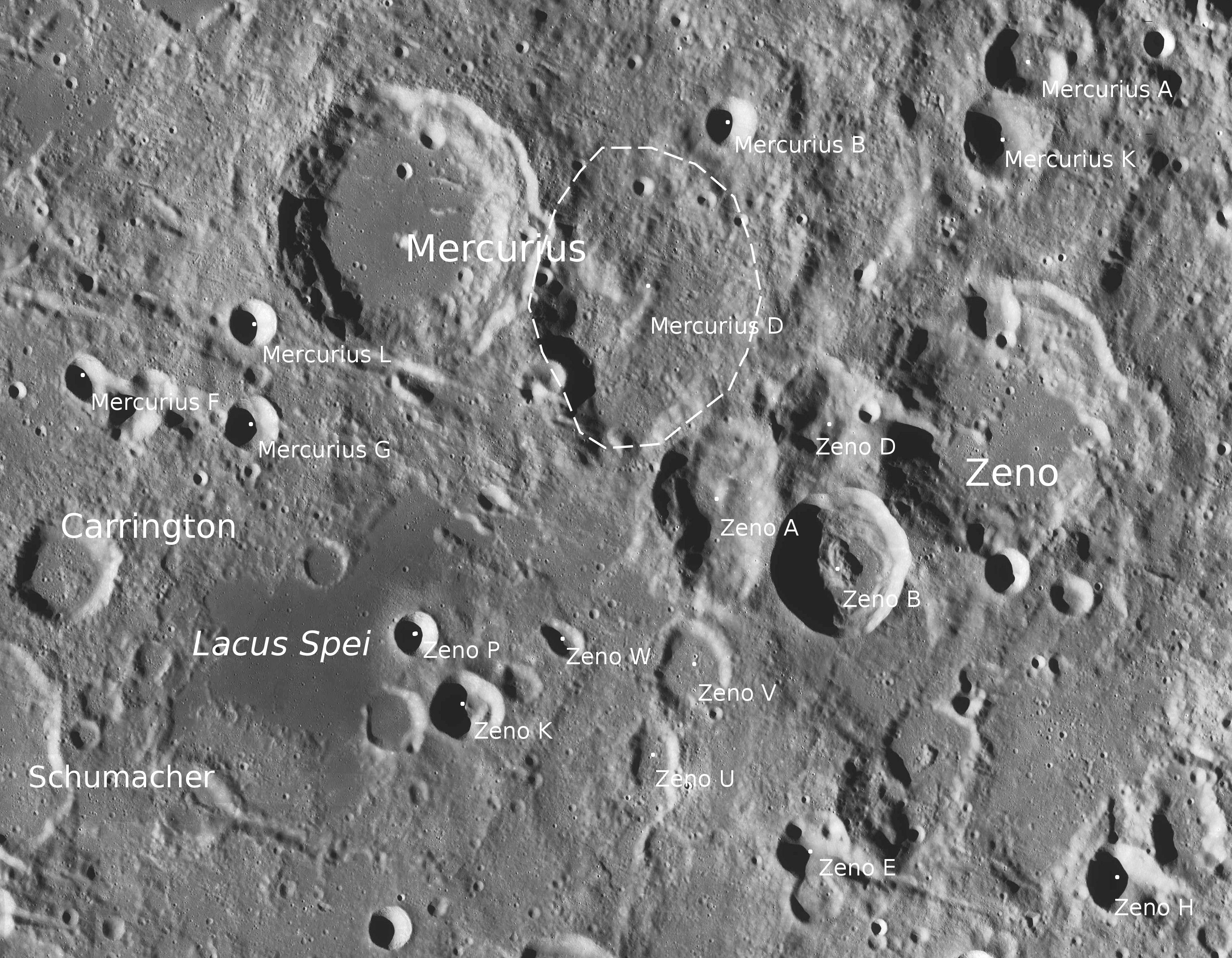
Localització de Carrington (centre esquerra de la imatge)
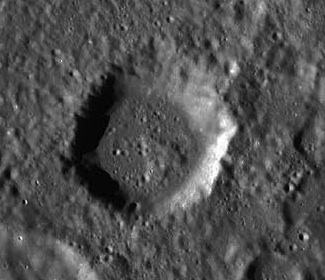
Cràter Carrington

La vora de Carrington en general manca de trets distintius, amb una lleugera protuberància a l'extrem nord que dona a la formació una forma de llàgrima. El sòl interior està gairebé al mateix nivell, i no presenta trets distintius.